# مارينر 10

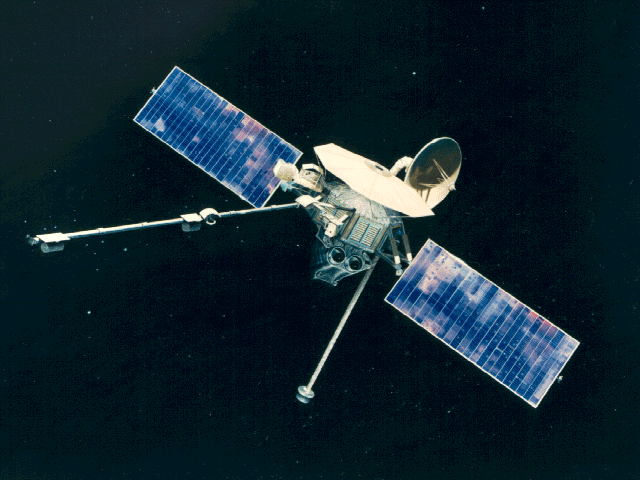
مارينر 10

مارينر 10 هو مسبار فضائي أطلق من قبل وكالة الفضاء الأمريكية ناسا في 3 تشرين الثاني سنة 1973 ليحلق فوق عطارد والزهرة. وأطلق تقريبا بعد سنتين من إطلاق مارينر 9. وهي آخر مركبة فضائية في برنامج مارينر. وكانت مهمتها إجراء قياسات حول بيئة كوكب عطارد وطبيعة غلافه الجوي والسطح وخصائصه، وإجراء نفس البحوث على كوكب الزهرة. وكان الهدف الثاني إجراء اختبارات على الوسط بين الكواكب، وكذلك للحصول على خبرة في مهمات الكواكب بمساعدة إقلاع الجاذبية سرعة الإفلات.

## التصميم
كانت المركبة (مارينر 10) أول مركبة فضائية تستخدم تقنية إقلاع الجاذبية سرعة الإفلات للمناورة والدخول في مدارات الكواكب. فاستخدمت جاذبية الزهرة لتنحرف في تحليقها وتصل إلى أقل حضيض فلكي ممكن عند مستوى مدار كوكب عطارد. إن هذه المناورة مستوحات من حسابات ميكانيك المدارات من قبل جوزيف كولومبو.

## مغادرة النظام الأرضي والقمري
خلال الأسبوع الأول أجرت مارينر 10 اختبارات لنظام التصوير فيها من خلال التقاط 5 صور للأرض و6 صور للقمر كما التقطت صورا للقطب الجنوبي للقمر والذي كانت المعلومات والصور عنه قليلة. ووفرت هذه الصور أساسا لتحسين خرائط القمر وتطوير شبكة الإحداثيات القمرية.

## التحليق فوق الزهرة
مرت المركبة الفضائية فوق الزهرة في 5 شباط 1974 وأكثر اقتراب كان بحوالي 5768 كم.
و استخدم فلتر تقريب بالأشعة فوق البنفسجية للتصوير من خلال سحب الزهرة.و أجرى دراسات على الغلاف الجوي للزهرة.

اللقاء مع الزهرة
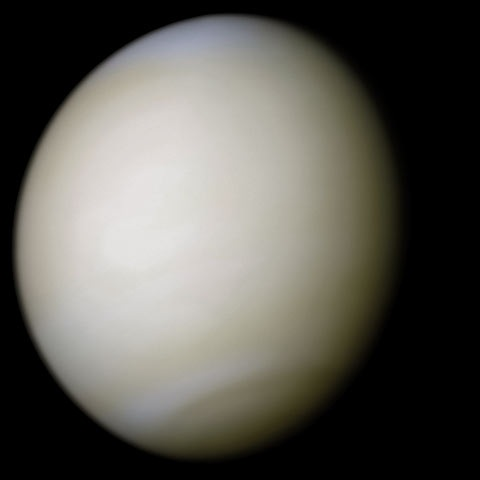
الزهرة بألوان حقيقة وهي صورة ملتقطة بواسطة فلاتر مارينر 10
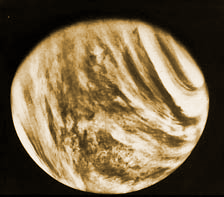
صورة ملتقطة للزهرة للأشعة فوق البنفسجية

## التحليق فوق عطارد
قامت مارينر 10 بثلاث تحليقات فوق عطارد الأول كان في 29 آذار 1974 وأقترب إلى مسافة 703 كيلومتر والثاني في 21 أيلول 1974 بعد أن قام بدورة حول الشمس واقترب لمسافة 48069 كيلومتر. أما الثالثة فكانت يوم 16 أذار 1975 وأقترب المسبار لمسافة 327 كيلومتر من سطح عطارد.

التحليق الأول فوق عطارد
التحليق الثاني فوق عطارد
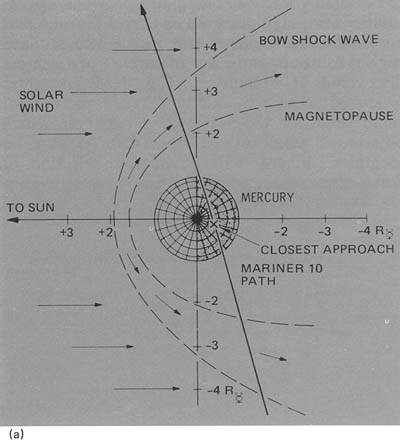
التحليق الثالث فوق عطارد

## العبور الأول فوق عطارد
كان العبور الأول لمسبار مارينر 10 لعطارد في تمام الساعة 20:47 حسب التوقيت العالمي المنسق من 29 مارس 1974، وكان العبور على مسافة 703 كيلومتر من الكوكب، ومارا بالجهة المظلمة منه.

العبور الأول لعطارد (انقر للتكبير)
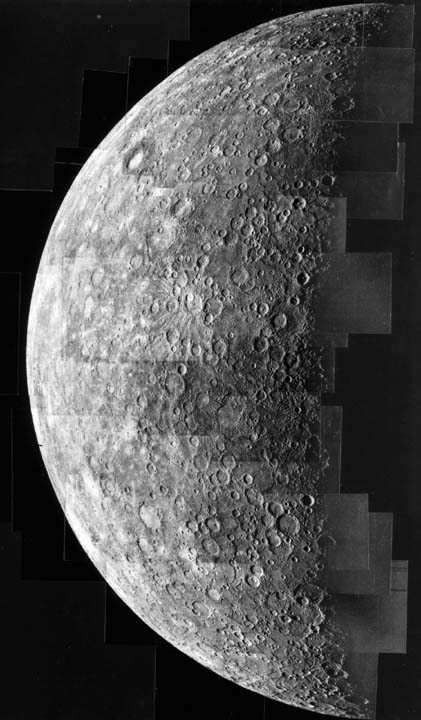
6 ساعات قبل الاقتراب
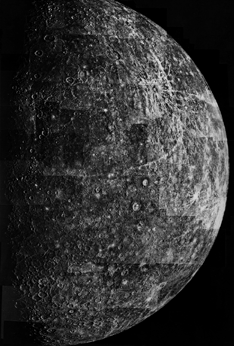
6 ساعات بعد الاقتراب

## العبور الثاني فوق عطارد
بعد أداء المسبار دورة حول الشمس وبعدما أكمل عطارد دورتين، اقترب المسبار مارينر 10 من عطارد يوم 21 سبتمبر 1974 (بعد مرور 196 يوم من المقابلة الأولى ) وكان على مسافة أبعد تصل إلى 48.000 كيلومتر من جهة الجنوب.
>

العبور الثاني فوق عطارد
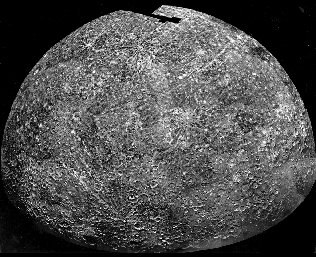
صور عديدة مجمعة تغطي المنطقة الاستوائية إلى القطب الجنوبي لعطارد

## العبور الثالث فوق عطارد
في 16 مارس 1975 قام مسبار مارينر 10 بالعبور القريب بعطارد -هو المرور الثالث له والأخير - حيث اقترب منه وقام بتصويره من على بعد 327 كيلومتر مارا بقطبه الشمالي.

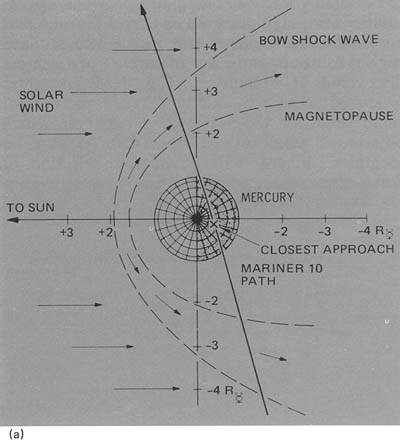
العبور الثالث
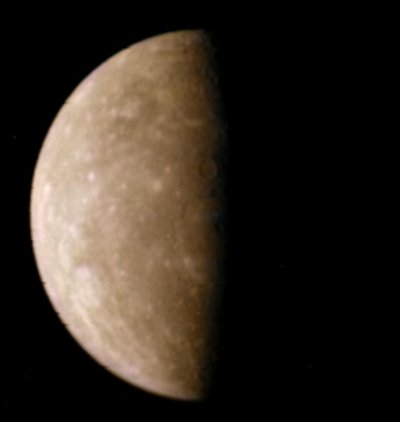
عطارد بالألوان
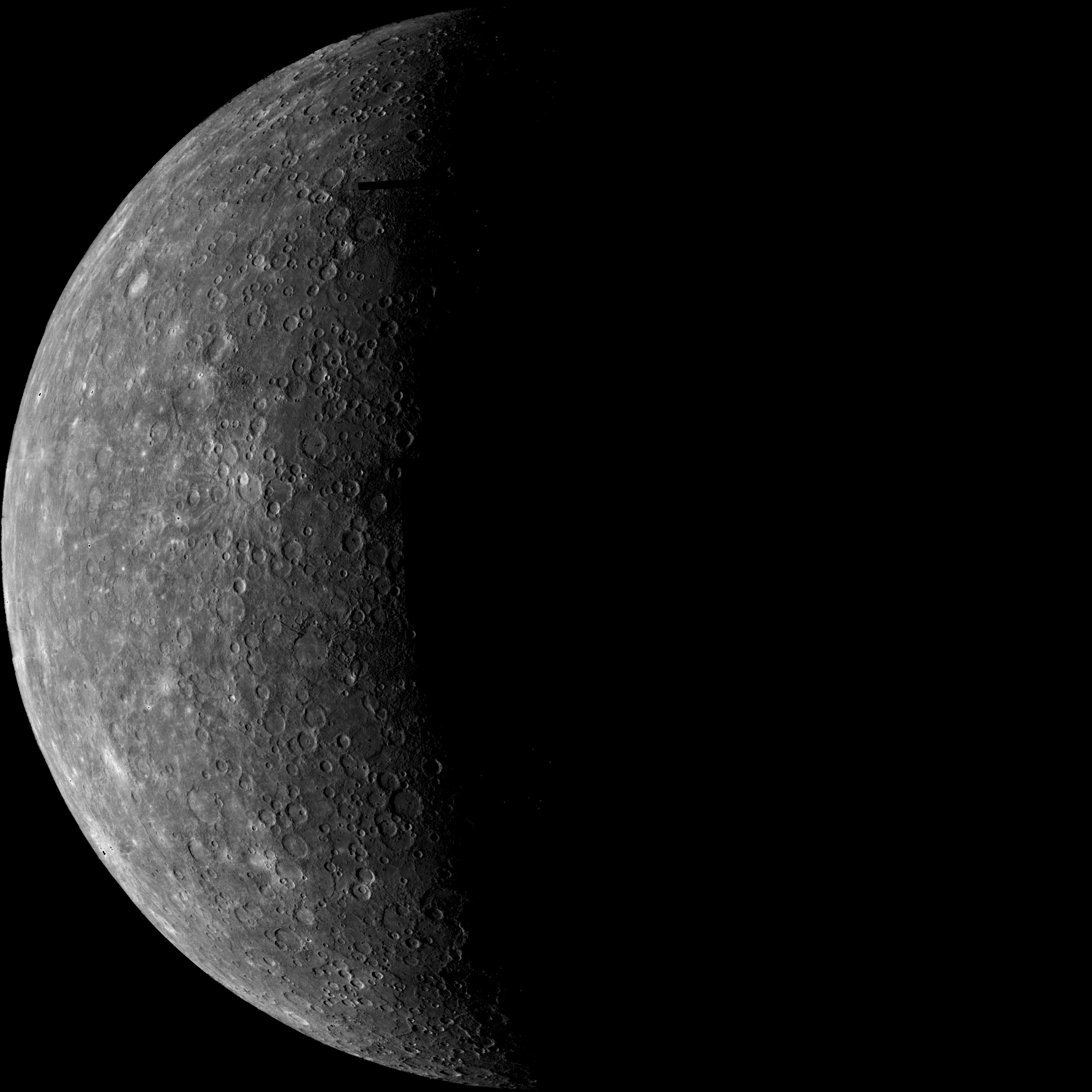
عطارد بالأبيض والأسود
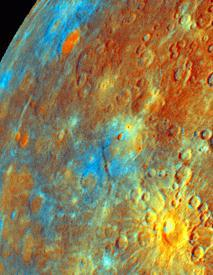
عطارد بألوان اختيارية
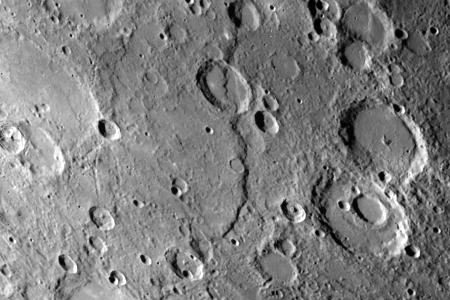
التصدع الشهير Discovery Rupes, صوّر خلال العبور الأول
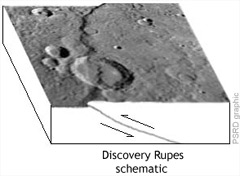
تمثيل للتصدع Discovery Rupes
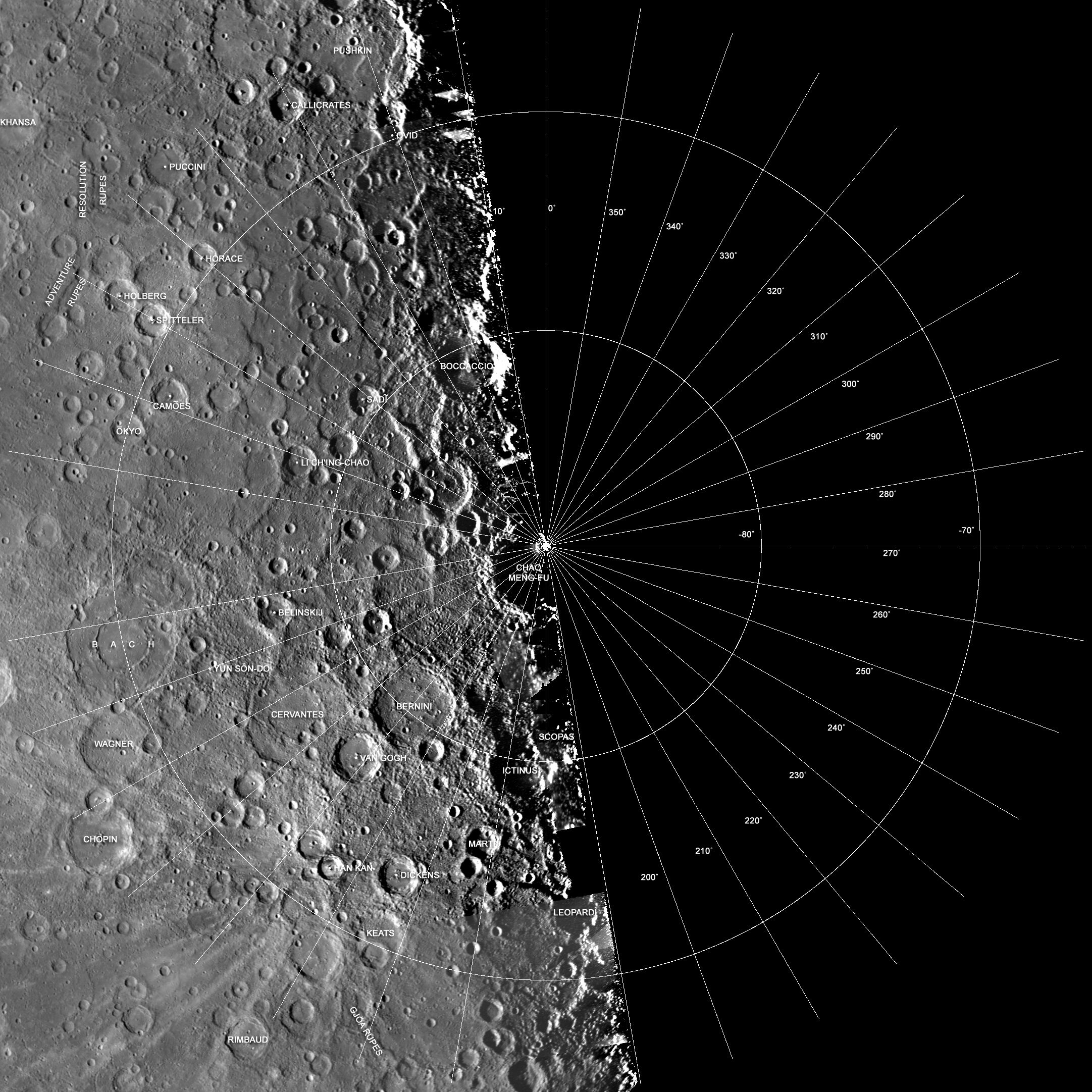
Australia region
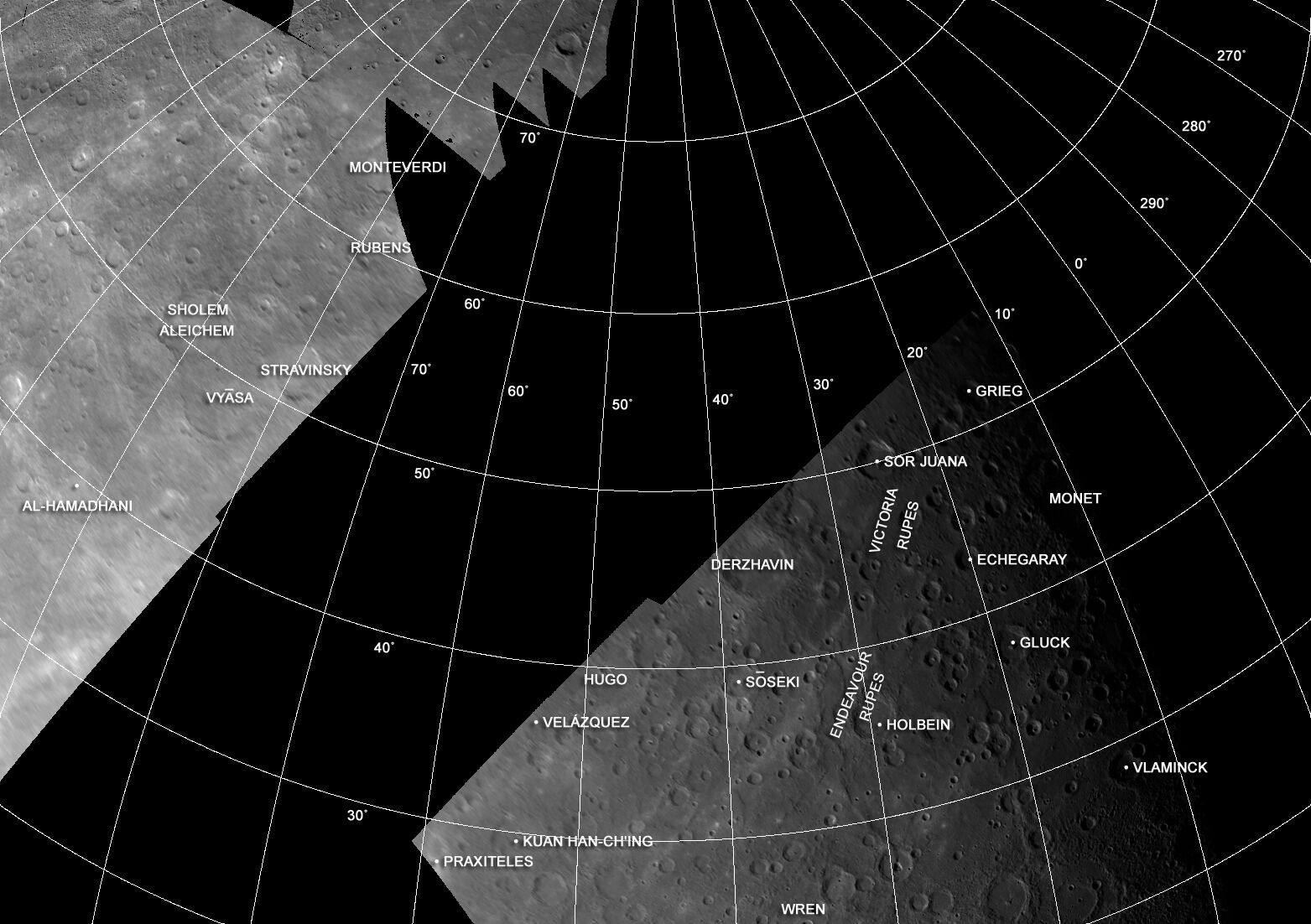
Aurora region
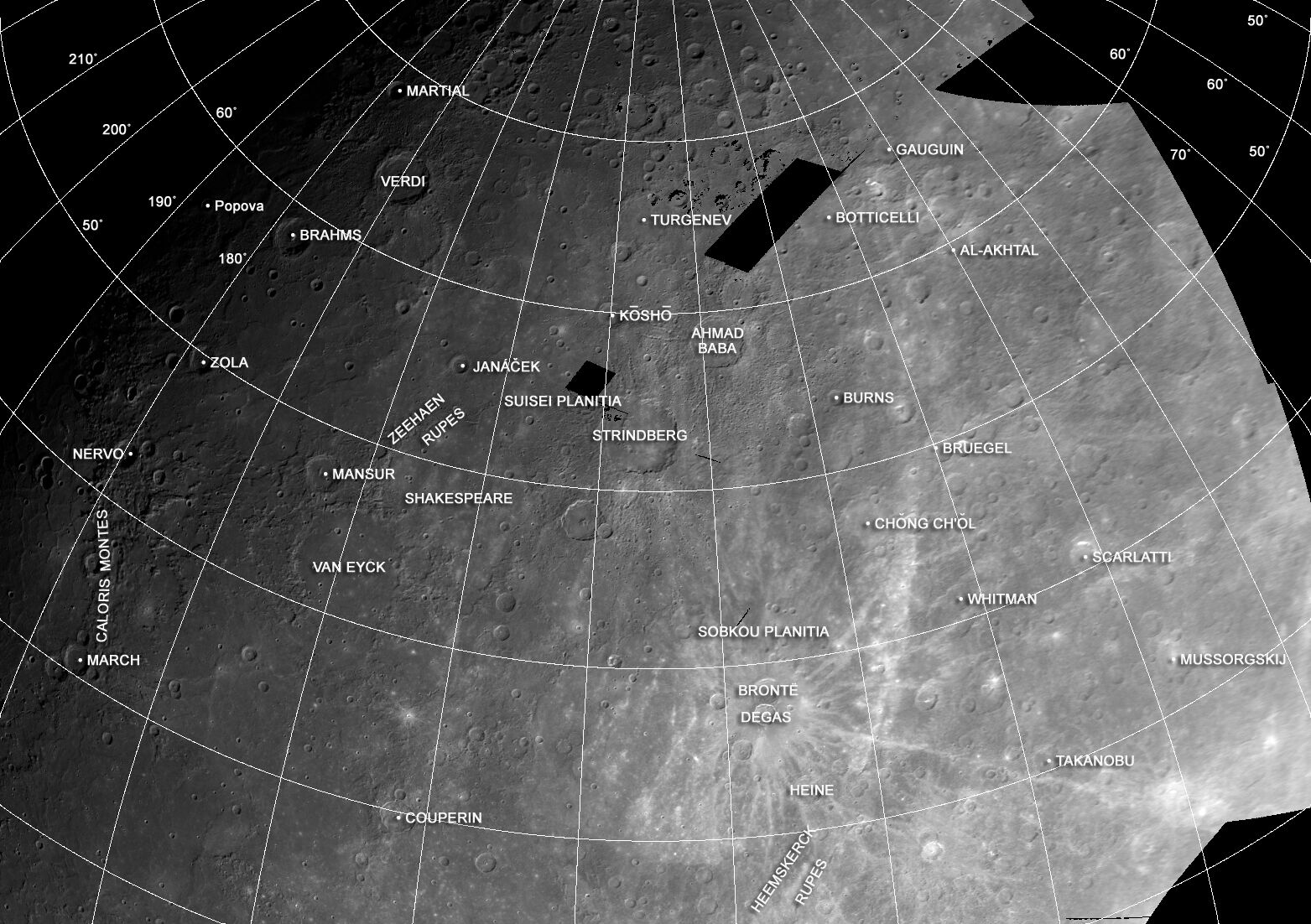
Caduceata region
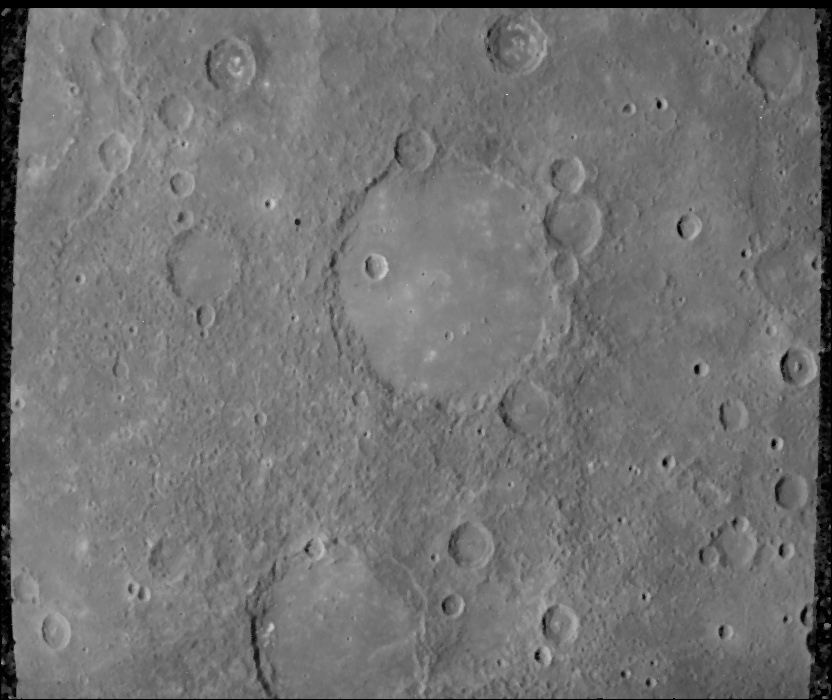
"الحوض القديم" قطر 190 كيلومتر، مستوي، وعليه تأثيرات أحداث تلت نشأته.

## نهاية المهمة
مع استنفاذ غاز. النتروجين اللازم للمناورات قرر المهندسون في 25 أذار 1975 قطع الاتصال اللاسلكي به وتوقف استقبال الإشارات. ومايزال مارينر 10 يدور حول الشمس متخذا مدارا له ومن المحتمل أن يكون مرسل الإشارات اللاسلكية به قد تضرر بسبب الأشعة الشمسية.

## وصلات خارجية
- The Voyage of Mariner 10: Mission to Venus and Mercury (NASA SP-424) 1978 This is an entire book about Mariner 10, with all pictures and diagrams, on-line! Scroll down to click on the "Table of Contents" link. PDF version
- 'Mariner 10', NASA's 1973-75 Venus/Mercury Mission
- Mariner 10 image archive
- Mariner 10 Mission Profile by NASA's Solar System Exploration
- Calibrated images from the Mariner 10 mission to Mercury and Venus
- Master Catalog entry for Mariner 10 at the National Space Science Data Center
- Boeing: History -- Products - Boeing Mariner 10 Spacecraft

## اقرأ أيضا
- ميسنجر (مركبة فضائية)
- ديب امباكت
- إلكروس